# Гамма Жертвенника
Гамма Жертвенника (англ. γ Arae) — звезда в южном созвездии Жертвенника. При видимой звёздной величине 3,3 звезда является четвёртой по блеску в созвездии Жертвенника и хорошо видна невооружённым глазом. Измерения параллакса, проведённые телескопом Hipparcos, дали оценку расстояния от Солнца 1110 световых лет.
Радиус звезды превышает солнечный в 23 раза. Светимость составляет 120000 светимостей Солнца, эффективная температура фотосферы 21500 K. При этом звезда имеет бело-голубой цвет, характерный для звезды спектрального класса B. Гамма Жертвенника принадлежит спектральному классу B1 Ib, класс светимости 'Ib' означает, что звезда является сверхгигантом низкой светимости. Это относительно молодая звезда с возрастом около 15,7 миллионов лет.
Гамма Жертвенника быстро вращается и обладает проекцией скорости вращения около 269 км/с, при этом полный поворот звезда совершает за 4,8 дня. В спектре звезды такое быстрое вращение проявляется в виде перекрывания линий поглощения вследствие эффекта Доплера. Звезда проявляет периодическую переменность вследствие нерадиальных пульсаций с основным периодом 1,1811 суток и вторичным периодом 0,1281 суток.
В литературе существуют некоторые разногласия по поводу массы звезды. Tetzlaff и др. (2011) приводят оценку массы 12.5 ± 0.6 M⊙, а Fraser и др. (2010) указывают величину 19 M⊙, Lefever и др. (2007) приводят значение 25 M⊙. Сильный звёздный ветер приводит к потере массы со скоростью 3,0 × 10−8 масс Солнца в год, что эквивалентно потере массы Солнца за 33 миллиона лет. На величину звёздного ветра оказывает влияние вращение звезды, наиболее интенсивная потеря массы происходит на экваторе.
Гамма Жертвенника обладает оптическим компаньоном на угловом расстоянии 17,9 секунды дуги, это звезда главной последовательности спектрального класса A с видимой звёздной величиной 10.5.